# Lispe mapaoensis
Lispe mapaoensis este o specie de muște din genul Lispe, familia Muscidae, descrisă de Paterson în anul 1953. Conform Catalogue of Life specia Lispe mapaoensis nu are subspecii cunoscute.